# Sofia Bagiszwili
Sofia Bagiszwili (ur. 25 lutego 1999 w Charkowie) – gruzińska zawodniczka mieszanych sztuk walki pochodzenia ukraińskiego. W zawodowej karierze walczyła m.in. dla takich federacji jak: gruzińskiej GFC, polskiej KSW, kazachskiej Octagon League, czesko-słowackiej Oktagon MMA, bahrajńskiej Brave CF oraz arabskiej UAE Warriors.

## Życiorys
Jej gruzińska rodzina została wysiedlona z Abchazji, a ona sama urodziła się i wychowała w ukraińskim mieście Charków, gdzie rozpoczęła karierę sportową. Jej ojciec zmarł w wypadku samochodowym, gdy miała osiem lat. Wtedy zdecydowała, że zajmie się sportem. Treningi zapasów rozpoczęła w wieku ośmiu lat. W okresie młodości zdobyła tytuł mistrzyni Ukrainy w sambo, a także wiele nagród na skalę europejską i światową, jednocześnie reprezentując Ukrainę. Do Gruzji przyjechała w wieku 18 lat. Tam poznała swojego męża, z którym pobrała się, a później kontynuowała naukę. W późniejszym czasie poznała trenera Giorgi'ego Kabulashviliego i jego klub. Jak wspomina, marzyła o tym, aby móc walczyć reprezentując Gruzję na arenie międzynarodowej, ponieważ mieszkając na Ukrainie i będąc obywatelką tego kraju nie miała takiej możliwości.

## Osiągnięcia

### Mieszane sztuki walki
- Konfrontacja Sztuk Walki
  - Bonus za poddanie wieczoru vs. Anita Bekus[9]

## Lista zawodowych walk w MMA
| Wynik     | Bilans | Przeciwnik (bilans przed walką) | Rozstrzygnięcie                               | Runda | Czas | Rozgrywki                               | Data       | Miejsce             | Uwagi                                                                |
| --------- | ------ | ------------------------------- | --------------------------------------------- | ----- | ---- | --------------------------------------- | ---------- | ------------------- | -------------------------------------------------------------------- |
| Przegrana | 11-9   | Monika Kučinič (5-2)            | TKO (kopnięcie na korpus i ciosy pięściami)   | 2     | 4:54 | Brave CF 96                             | 07.06.2025 | Lublana             |                                                                      |
| Przegrana | 11-8   | Ewelina Woźniak (8-3)           | Techniczne poddanie (duszenie zza pleców)     | 1     | 1:32 | XTB KSW 104: Kuberski vs. Romanowski    | 08.03.2025 | Gorzów Wielkopolski |                                                                      |
| Wygrana   | 11-7   | Marina Shutova (5-3-1)          | Poddanie (dźwignia prosta na staw łokciowy)   | 2     | 1:03 | Octagon 67: Magomedov vs. Brito         | 06.12.2024 | Biszkek             |                                                                      |
| Przegrana | 10-7   | Lany Silva (5-1)                | Poddanie (dźwignia skrętowa)                  | 1     | 3:57 | UAE Warriors 54: Jumaev vs. Sadygov     | 28.09.2024 | Abu Zabi            | Debiut w UAE Warriors.                                               |
| Przegrana | 10-6   | Aleksandra Sawiczewa (5-1)      | Decyzja (jednogłośna)                         | 3     | 5:00 | Octagon 58                              | 17.05.2024 | Ałmaty              |                                                                      |
| Przegrana | 10-5   | Monika Kučinič (3-2)            | Poddanie (dźwignia prosta na staw łokciowy)   | 3     | 1:58 | Brave CF 81                             | 20.04.2024 | Lublana             | Debiut w Brave CF.                                                   |
| Wygrana   | 10-4   | Zebiniso Otakulova (3-0)        | TKO (kolano i ciosy pięściami w parterze)     | 1     | 1:25 | GFC 26                                  | 02.03.2024 | Tbilisi             | Co-Main Event                                                        |
| Wygrana   | 9-4    | Makhliyo Akhmadalieva (2-3)     | Poddanie (dźwignia na staw łokciowy)          | 1     | 3:40 | GFC 24                                  | 07.10.2023 | Tbilisi             |                                                                      |
| Przegrana | 8-4    | Jacinta Austin (4-1)            | Poddanie (duszenie zza pleców)                | 1     | 2:19 | Oktagon 44: Langer vs. Poppeck          | 17.06.2023 | Oberhausen          | Eliminator do walki o pas mistrzowski Oktagon MMA w wadze słomkowej. |
| Wygrana   | 8-3    | Seda Arakeljan (1-0)            | Decyzja (jednogłośna)                         | 3     | 5:00 | GFC 21                                  | 27.05.2023 | Gori                | Co-Main Event                                                        |
| Przegrana | 7-3    | Maria Silva (8-1)               | Poddanie (duszenie zza pleców)                | 2     | 3:15 | XTB KSW 81: Bartosiński vs. Szczepaniak | 22.04.2023 | Tomaszów Mazowiecki |                                                                      |
| Przegrana | 7-2    | Aleksandra Tonczewa (4-3-1)     | Decyzja (jednogłośna)                         | 3     | 5:00 | Octagon 39: Maksum vs. Nunes            | 21.01.2023 | Ałmaty              |                                                                      |
| Wygrana   | 7-1    | Anita Bekus (6-2)               | Poddanie werbalne (dźwignia na staw łokciowy) | 1     | 1:47 | KSW 74: De Fries vs. Prasel             | 10.09.2022 | Ostrów Wielkopolski | Bonus za poddanie wieczoru.                                          |
| Wygrana   | 6-1    | Anastasia Dyuzhikova (6-0)      | Poddanie (dźwignia prosta na staw łokciowy)   | 2     | 3:06 | Octagon 33: Tazhibaev vs. Sardarov      | 29.07.2022 | Ałmaty              |                                                                      |
| Wygrana   | 5-1    | Tunzala Imanly (3-4)            | Decyzja (jednogłośna)                         | 3     | 5:00 | GFC 15                                  | 16.02.2022 | Tbilisi             |                                                                      |
| Wygrana   | 4-1    | Sahar Dindoust (0-1)            | Poddanie (dźwignia prosta na staw łokciowy)   | 1     | 0:25 | GFC 14                                  | 08.11.2021 | Tbilisi             | Limit umowny -48,5 kg.                                               |
| Wygrana   | 3-1    | Aybuke Imanci (0-1)             | Poddanie (dźwignia prosta na staw łokciowy)   | 1     | 0:18 | GFC 13: International                   | 28.07.2021 | Stepancminda        |                                                                      |
| Wygrana   | 2-1    | Shirin Mammadova (0-0)          | Poddanie (duszenie trójkątne rękoma)          | 1     | 2:39 | GFC: Finals                             | 10.06.2021 | Tbilisi             | Powrót do wagi atomowej.                                             |
| Wygrana   | 1-1    | Valentina Semal (1-0)           | Decyzja (jednogłośna)                         | 3     | 5:00 | WWFC 18: Kyiv Fight Night               | 14.03.2021 | Kijów               | Walka w wadze słomkowej.                                             |
| Przegrana | 0-1    | Tunzala Imanly (2-2)            | TKO (ciosy pięściami)                         | 3     | 4:45 | World Jaguar MMA Federation 7           | 22.12.2019 | Tbilisi             | Debiut w wadze atomowej.                                             |